# 中国学术史讲话
《中国学术史讲话》是杨东莼所写的一部中国古代学术史著作，原为讲稿，1932年11月由上海北新书局初版发行。
全书共十二讲，始自上古时代“学术思想的萌芽”，终于20世纪初“新文化运动”。不同于以往学术史著作把孔子作为中国学术的发端，该书则向前推衍，在远古的鬼神祭祀、占卜术数等活动中寻找到中国学术的萌芽，为我们从事学术史研究开启了思路，对后继的学术史著作也有一定影响。每章先有“概论”，简略概述某一学术表现形态或某一历史时期学术的大貌，继而分论代表人物及代表著作，并勾画出每一时代的学术变迁大势。
该书较系统地梳理了中国学术通史的脉络，讲宋明理学和清代朴学尤详。书中肯定了刘歆的学术地位，称“儒家始与阴阳家分离，孔子之学，遂渐次得以恢复；而握此转变的枢纽者，则为刘歆一人”(《第三讲》)；其中论佛教的输入，称“中国学术界几百年来的僵冻状态，简直是因佛教的影响才苏醒过来”(《第六讲》)。